# Ormyrus halimodendri
Ormyrus halimodendri is een vliesvleugelig insect uit de familie Ormyridae. De wetenschappelijke naam is voor het eerst geldig gepubliceerd in 1985 door Zerova.